# Grand roman américain
Ne doit pas être confondu avec Le Grand Roman américain.

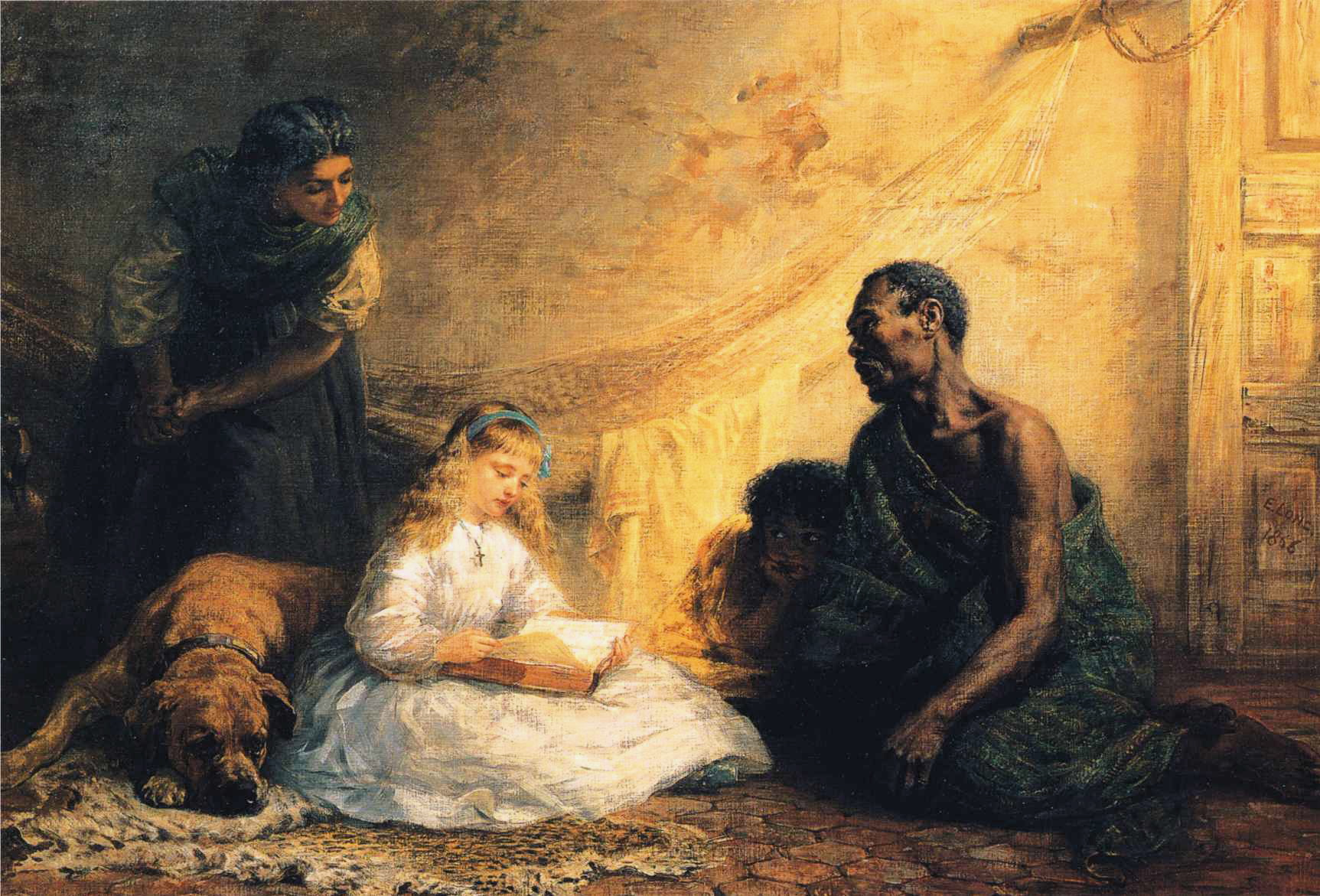
La case de l'Oncle Tom, par Edwin Longsden Long, 1866.

Le grand roman américain (Great American Novel) est un concept littéraire désignant des romans jugés particulièrement méritoires et décrivant la culture des États-Unis à un moment spécifique de leur histoire. Les auteurs de ces romans sont a priori des Américains possédant une connaissance approfondie des conditions de vie, de la culture et des opinions des citoyens américains à une époque donnée. La narration intègre le style d'expression de ces derniers, afin d'illustrer les usages lexicaux alors en vigueur et de refléter la culture américaine et la manière dont elle est perçue, et cherche à capturer une expérience américaine spécifique. Le concept est parfois assimilé une transposition américaine de l'épopée nationale.

## Histoire
Des ouvrages de fiction ont vu le jour pendant la période coloniale de l'Amérique, dès le XVIIe siècle. Néanmoins, à mesure que se développe le sentiment d'une identité américaine au XVIIIe siècle, est apparue une littérature fondée sur ce sentiment.
L'expression grand roman américain émane directement d'un essai (The Great American Novel, 1868) de John William De Forest, romancier de la Guerre de Sécession.
Dans son assertion moderne, ce terme est souvent employé au sens figuré pour qualifier les classiques de la littérature américaine.

## Œuvres rattachés au genre
Selon les époques, les romans ci-dessous ont été considérés comme appartenant au genre grand roman américain.

### XIXesiècle
- 1826 : James Fenimore Cooper, The Last of the Mohicans (Le Dernier des Mohicans)[1]
- 1850 : Nathaniel Hawthorne, The Scarlet Letter (La Lettre écarlate)[2]
- 1851 : Herman Melville, Moby Dick (Moby Dick)[3]
- 1852 : Harriet Beecher Stowe, Uncle Tom's Cabin (La Case de l'Oncle Tom)[4]
- 1876 : Mark Twain, The Adventures of Tom Sawyer (Les Aventures de Tom Sawyer)[5]
- 1884 : Mark Twain, Adventures of Huckleberry Finn (Les Aventures d'Huckleberry Finn)[6]

### XXesiècle
- 1925 : F. Scott Fitzgerald, The Great Gatsby (Gatsby le Magnifique)[7]
- 1925 : Theodore Dreiser, An American Tragedy (Une tragédie américaine)[8]
- 1929 : Ernest Hemingway, A Farewell to Arms (L'Adieu aux armes)
- 1932 : William Faulkner, Light in August (Lumière d'août)[9]
- 1936 : William Faulkner, Absalon, Absalon ![10]
- 1936 : Margaret Mitchell, Gone With the Wind (Autant en emporte le vent)[11],[12]
- 1938 : John Dos Passos, U.S.A. Trilogy (La Trilogie U.S.A.)[13]
- 1939 : John Steinbeck, The Grapes of Wrath (Les Raisins de la colère)[14],[15]
- 1940 : Richard Wright, Native Son (Un enfant du pays)[16]
- 1951 : J. D. Salinger, The Catcher in the Rye (L'Attrape-cœurs)[17]
- 1952 : Ralph Ellison, Invisible Man (Homme invisible, pour qui chantes-tu ?)[18]
- 1953 : Saul Bellow, The Adventures of Augie March (Les Aventures d'Augie March)[19]
- 1955 : Vladimir Nabokov, Lolita[20],[21],[22]
- 1960 : Harper Lee, To Kill a Mockingbird (Ne tirez pas sur l'oiseau moqueur)[23]
- 1960 : John Updike, Rabbit, Run (Cœur de lièvre) et les suites[24]
- 1973 : Thomas Pynchon, Gravity's Rainbow (L'Arc-en-ciel de la gravité)[25],[26]
- 1975 : William Gaddis, JR[27]
- 1981 : John Kennedy Toole, A Confederacy of Dunces (La Conjuration des imbéciles)[28]
- 1985 : Cormac McCarthy, Blood Meridian or the Evening Redness in the West (Méridien de sang)[29]
- 1985 : Larry McMurtry, Lonesome Dove[30],[31]
- 1987 : Toni Morrison, Beloved[32]
- 1996 : David Foster Wallace, Infinite Jest (L'Infinie Comédie)[33],[34]
- 1997 : Thomas Pynchon, Mason & Dixon[35]
- 1997 : Philip Roth, American Pastoral (Pastorale américaine)[8],[36]
- 1997 : Don DeLillo, Underworld (Outremonde)[37]

### XXIesiècle
- 2000 : Michael Chabon, The Amazing Adventures of Kavalier and Clay (Les Extraordinaires Aventures de Kavalier et Clay)[38]
- 2004 : Marilynne Robinson, Gilead[39],[40]
- 2010 : Jonathan Franzen, Freedom[41],[42],[43]